# قناة شقوبية
قناة شقوبية هي جسر قناة مائية اصطناعية تعود إلى العصر الروماني، وتُعَدّ إحدى أهم وأفضل الإنشاءات القديمة حفظاً في شبه الجزيرة الأيبيرية. تقع اليوم في وسط إسبانيا بمدينة شقوبية القديمة، وهي أحد أبرز رموز المدينة الوطنية، إلى حدّ أنها مرسومةٌ على شعار نبالة المدينة.
تفتقر القناة إلى أيَّة نقوشٍ واضحة، على الرغم من أنه يبدو أن أحدها كان موجوداً يوماً عند قمَّة القناة. من الصَّعب تحديد التاريخ الدقيق الذي بُنِيَت فيه القناة، إلا أن بعض الباحثين يقدّرونه بالنصف الثاني من القرن الأول الميلادي، أو السنوات الأولى من القرن الثاني، وذلك في حقبة الإمبراطور الروماني فسبازيان أو نيرفا. كما أنَّ تاريخ إقامة المدينة نفسها ليس معروفاً تحديداً.
بنيت القناة وفقاً للمبادئ التي وضعها فيتروفيو والتي وصفها في كتاب دي أركيتيتورا بأواسط القرن الأول الميلادي.

## الوصف

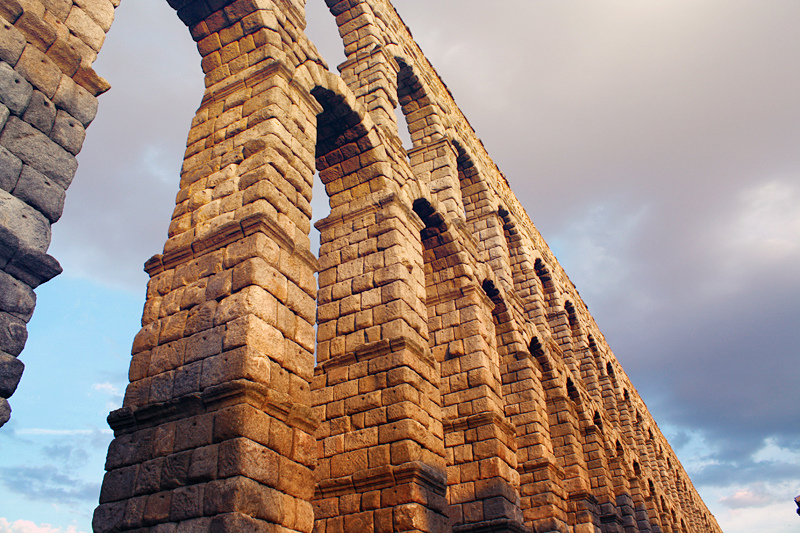
قناة شقوبية.

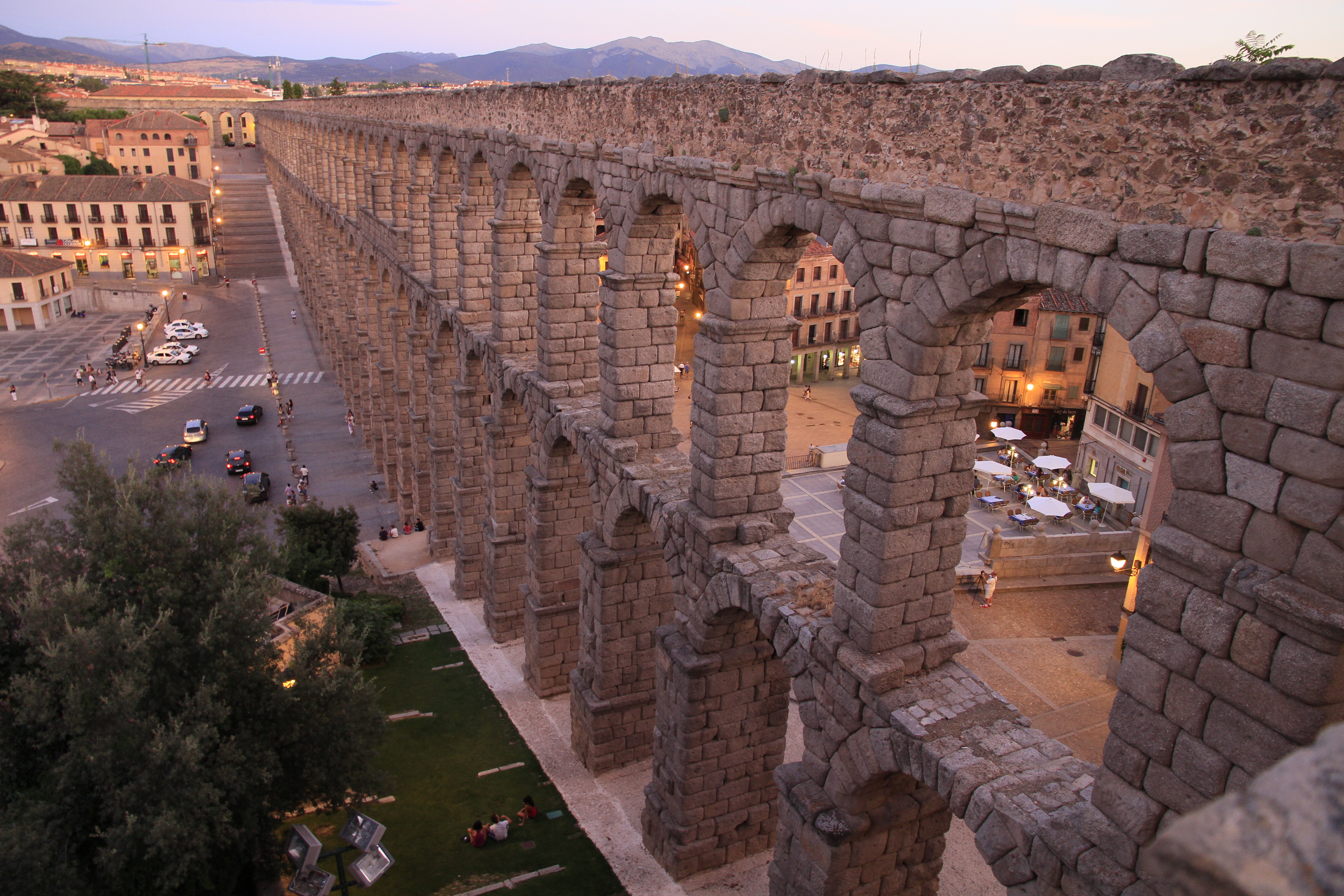
القناة من زاوية علوية.

تنقل قناة شقوبية المياه من نهر فوينتي فريا المجاور، الذي يجري قرب الجبال على مسافة نحو 17 كيلومتراً من المدينة، بمنطقة لا أسيبيدا. تتجمَّع المياه أولاً في خزَّان يعرف باسم «إل كاسيرون» (بالإسبانية: El Caserón) الذي يعني «المنزل الكبير»، ثم تمرُّ عبر قناة نحو برجٍ آخر يعرف بـ«كاسا دي أغواس» (بالإسبانية: Casa de Aguas) أي «خزَّان المياه»، حيث تتمُّ تصفية المياه طبيعياً من الأتربة، ثم تتابع طريقها قاطعةً مسافة 728 متراً فوق قناة تنحدر بمقدار درجةٍ واحدة حتى تصل إلى «البوستيغو»، وهو مرتفع صخري بني فوقه مركز المدينة القديمة: قصر شقوبية. وعند ساحة دياز سانز تلتفّ القناة التفافةً مفاجئةً مُتَّجهةً نحو ساحة أزوغويجو، وهناك تحديداً تبدأ روعة البناء الحقيقية بالظُّهور. تصل القناة في أقصى ارتفاعها إلى نقطة 28.5 متراً، منها نحو 6 أمتار من الأساسات. وقد استعملت في بنائها الأقواس الفردية والثنائية في الآن ذاته، تسندها الأعمدة الطويلة. يوجد في القناة - منذ دخولها المدينة وحتى بلوغها ساحة ديانز سانز - 75 قوساً مفرداً و44 قوساً مزدوجاً (88 عند حسابها منفردة)، ثم تتبعها 4 أقواس مفردة، وهكذا يبلغ إجمالي عدد أقواس القناة 166 قوساً.

## صور

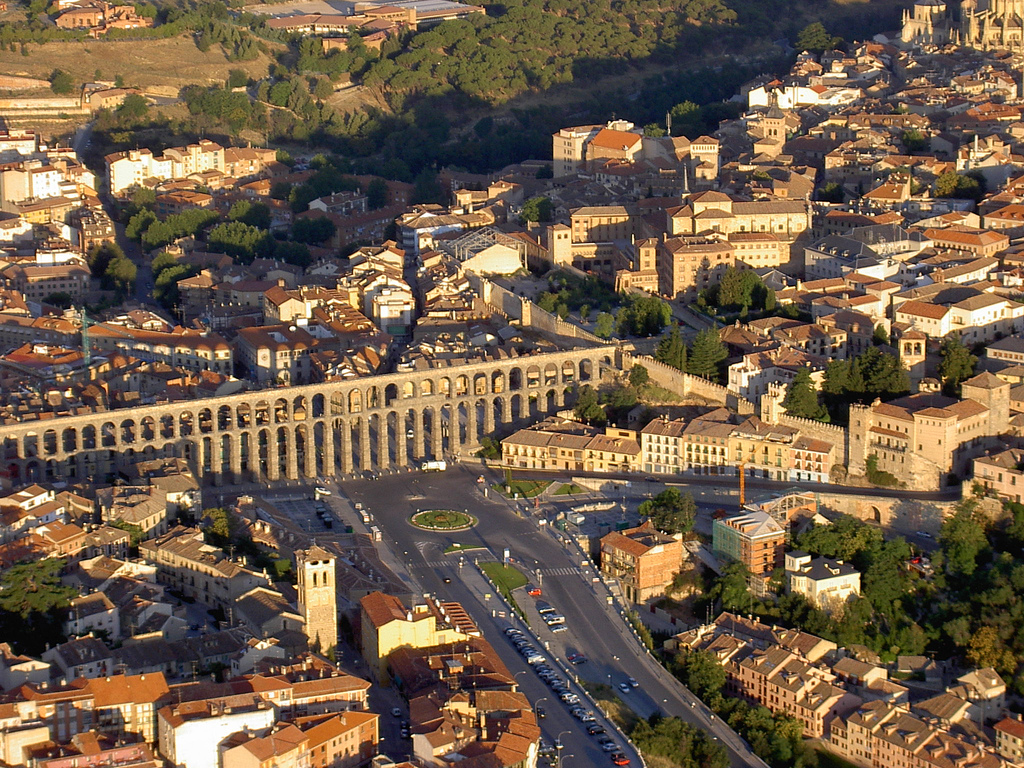
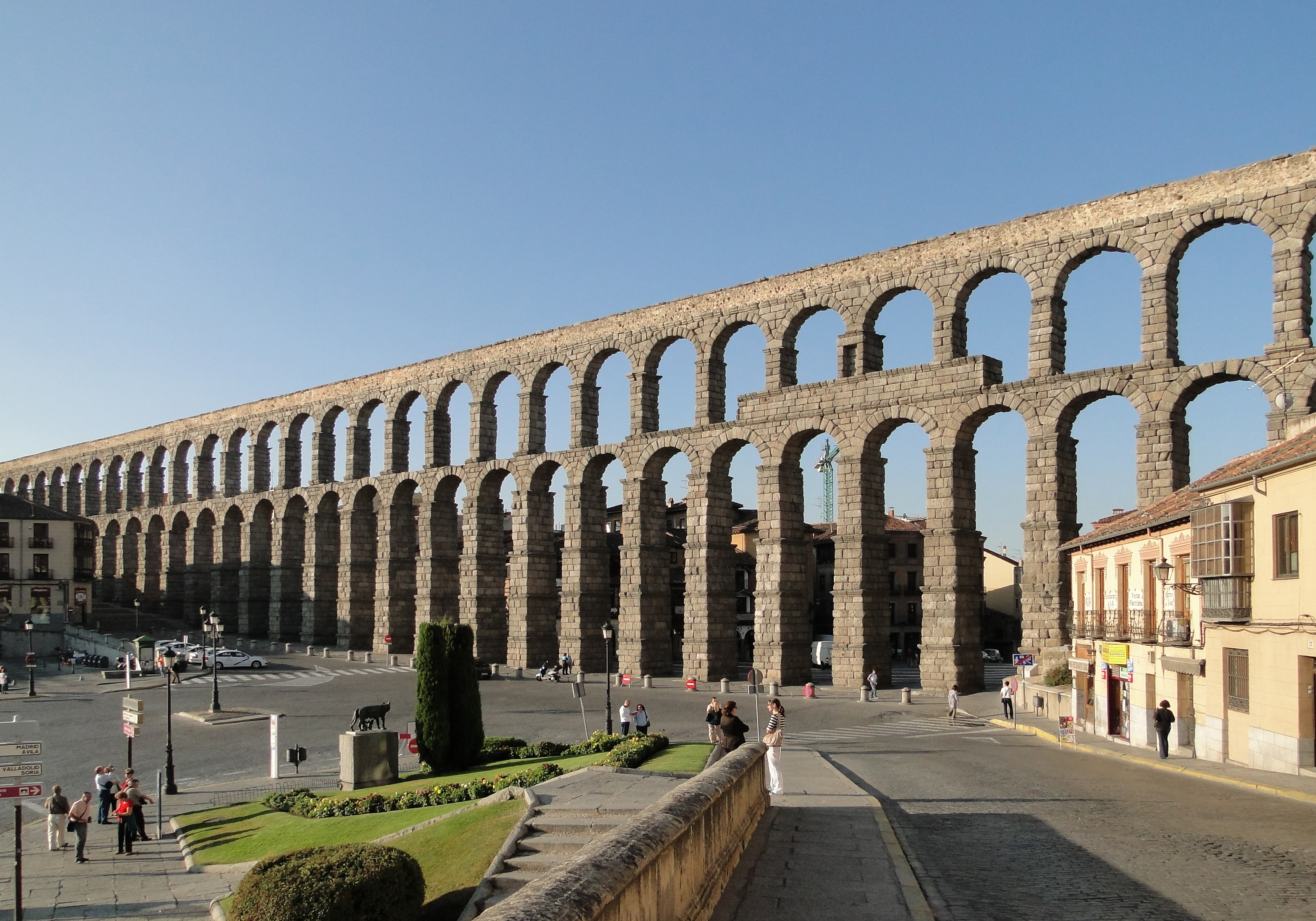
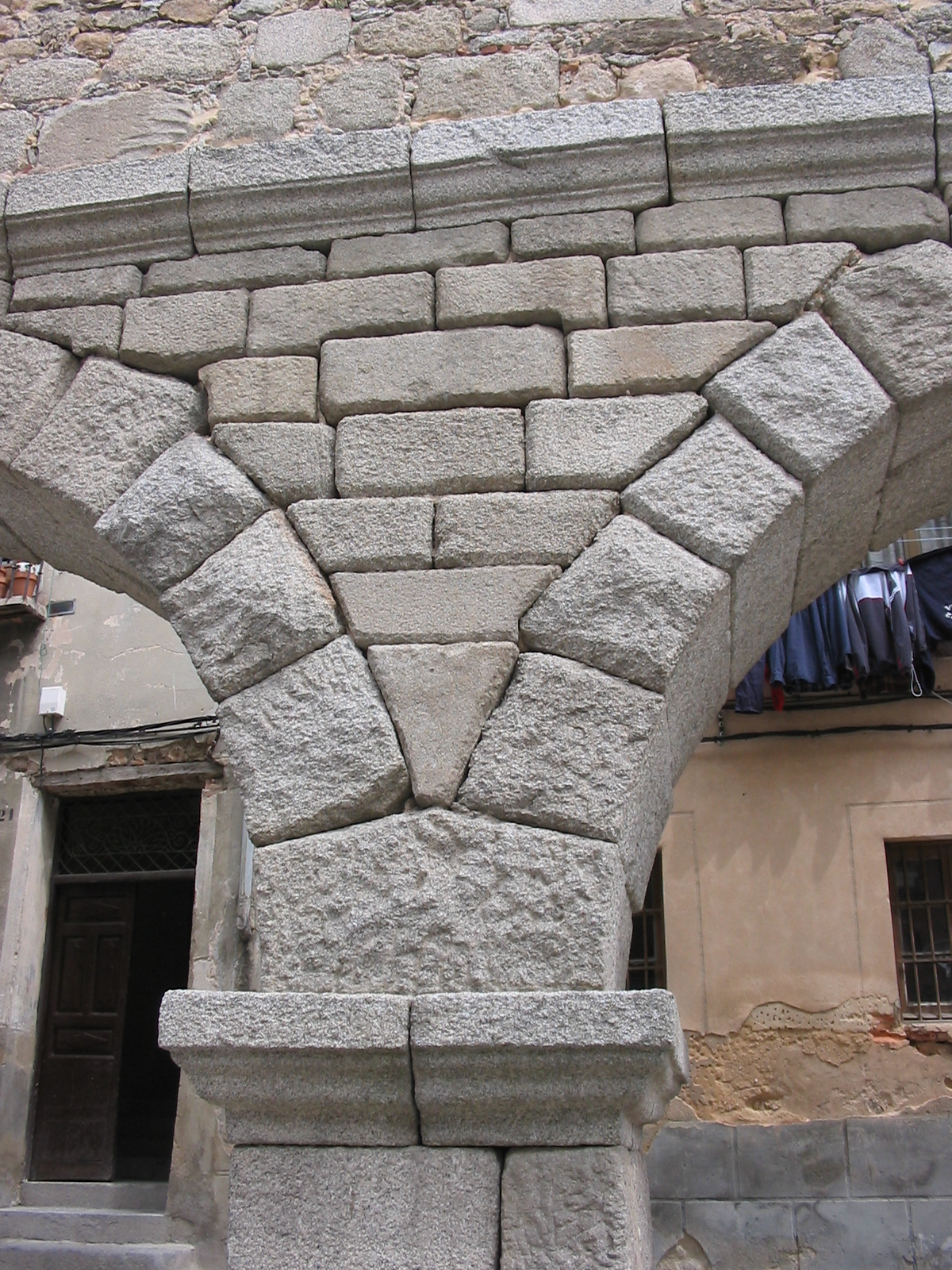
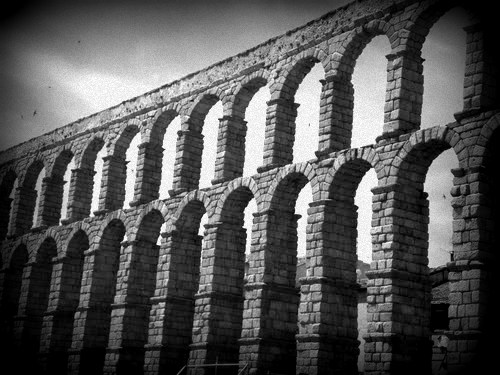
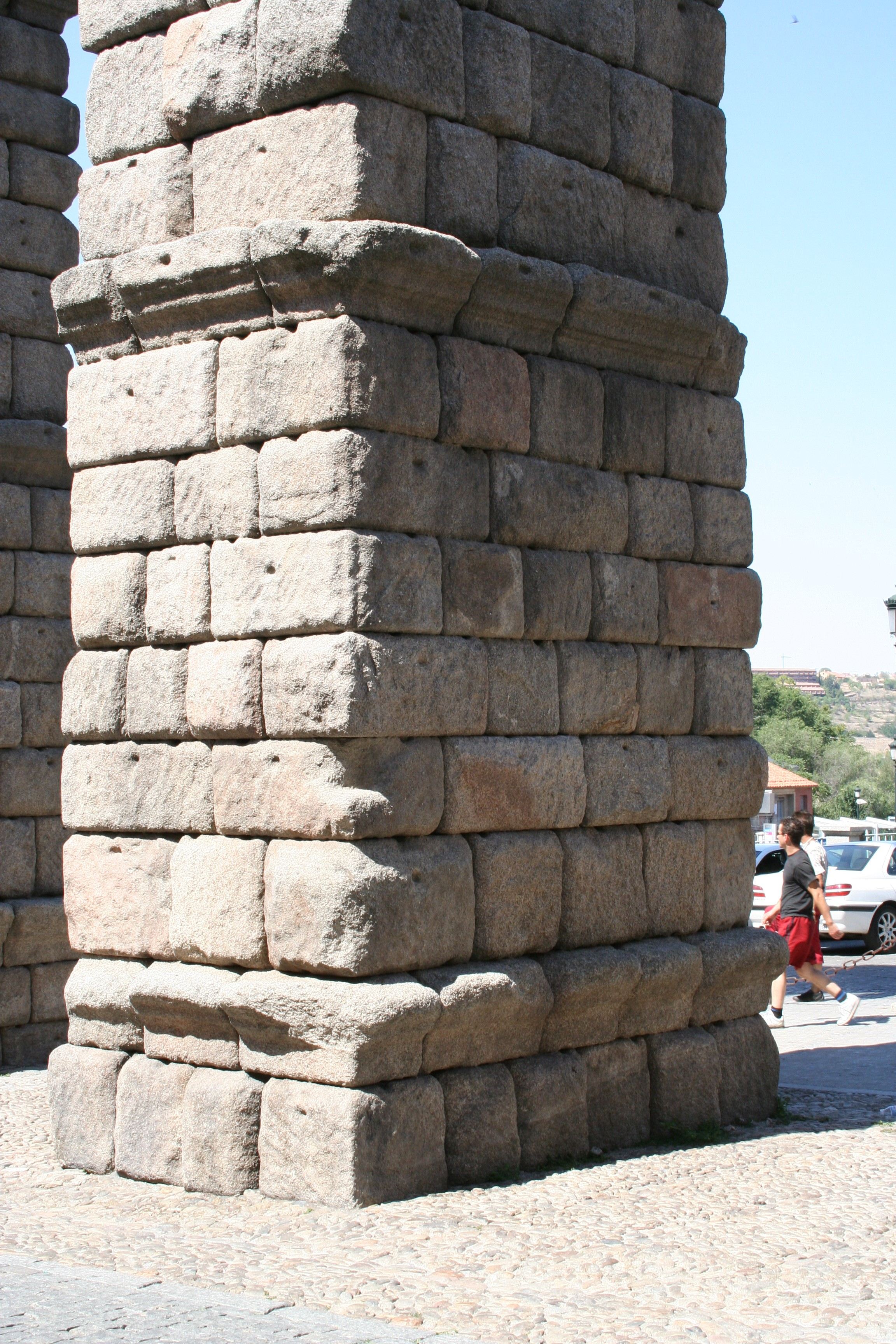
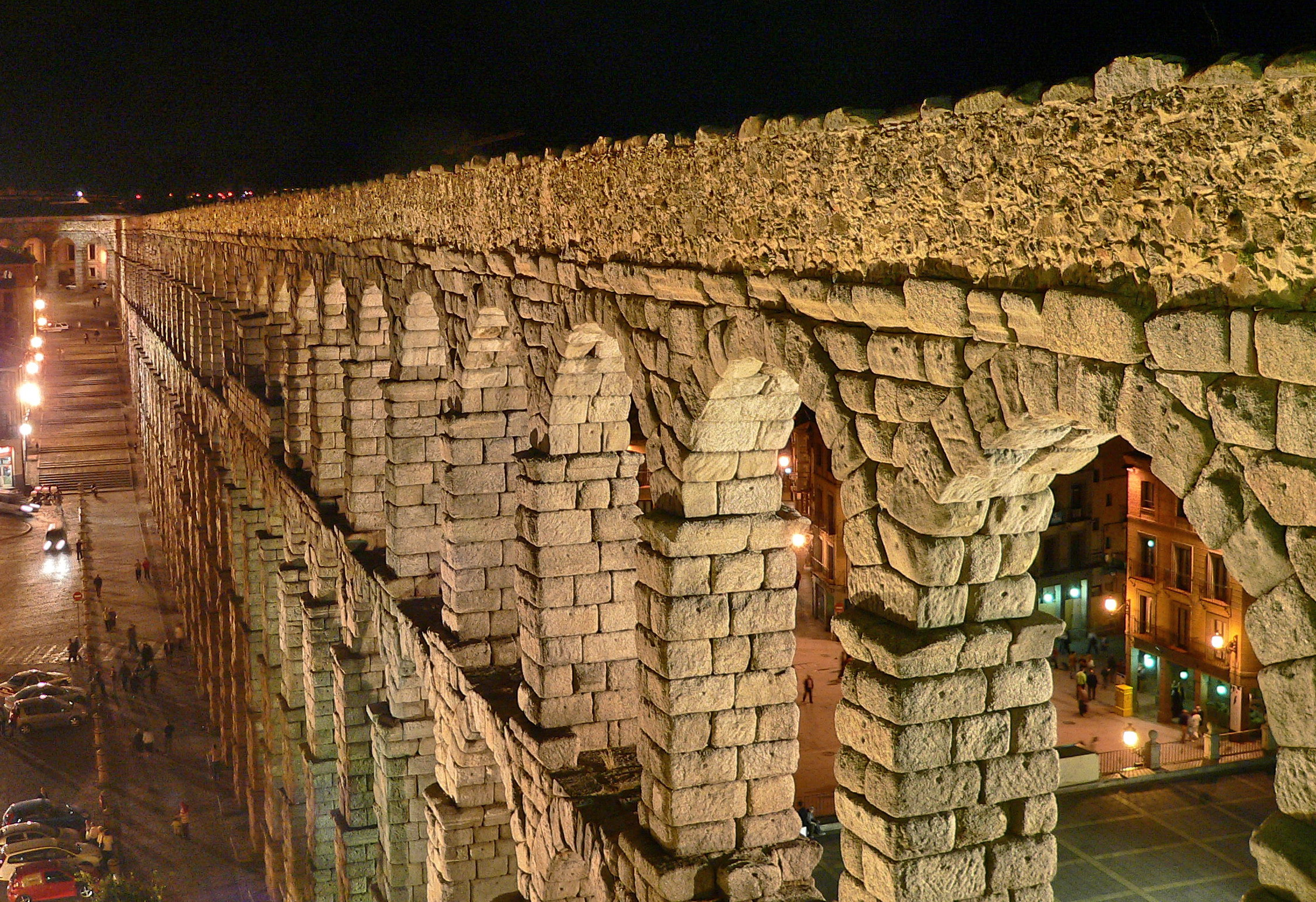